# Satisfy You
Satisfy You is een nummer van de Amerikaanse rapper Puff Daddy, in samenwerking met de Amerikaanse R&B-zanger R. Kelly uit 1999. Het is de tweede single van Forever, het tweede studioalbum van Puff Daddy.
De beat en baslijn in het nummer zijn gesampled uit I Got 5 on It van Luniz, ook bevat het nummer een interpolatie van Why You Treat Me So Bad van Club Nouveau. "Satisfy You" werd in diverse landen een grote hit, met onder andere een 2e positie in de Amerikaanse Billboard Hot 100. In het Nederlandse taalgebied kende de plaat ook veel succes; in de Nederlandse Top 40 bereikte het de 4e positie, terwijl de Vlaamse Ultratop 50 een 3e positie liet zien.